# Anna Titimets
Anna Titimets (Ucrania, 5 de marzo de 1989) es una atleta ucraniana, especialista en la prueba de 400 m vallas en la que llegó a ser subcampeona europea en 2014.

## Carrera deportiva
En el Campeonato Europeo de Atletismo de 2014 ganó la medalla de plata en los 400 m vallas, con un tiempo de 54.56 segundos que fue su mejor marca personal, llegando a meta tras la británica Eilidh Child (oro con 54.48 s) y por delante de la rusa Irina Davydova (bronce).